# William Centellas
Para la ciudad española ver Centellas (Barcelona) - en catalán y oficialmente Centelles.
William Ernesto Centellas Molina (Sucre, 6 de marzo de 1945 -  La Paz, 14 de junio de 2009) fue un destacado charanguista y compositor boliviano. A lo largo de su trayectoria musical ganó premios como el Inti de Oro y el Disco de Oro, reconocimiento de la disquera Discolandia.

## Biografía
Nació en Sucre un 6 de marzo de 1945. Desde joven se inició en la música, aprendiendo a tocar el charango con Mauro Nuñez.  En La Paz estudió y se tituló como arquitecto urbanista en la Facultad de Arquitectura y Artes de la Universidad Mayor de San Andrés. Fue en esta casa de estudios que inició su carrera artística participando en diversos concursos musicales, el año 1963.
Los siguientes años estudió las posibilidades técnicas del charango fundando la corriente que denominó Alto folclore en charango. Ya en 1973 alentó la fundación de la Sociedad Boliviana del Charango. Dirigió la peña Casa del Corregidor en la ciudad de La Paz.

"El charango es mi amigo, mi compañero… en la buena o en la mala. Sus notas musicales llenan mi ser y me transportan a un mundo de ensueño, inmaterial, puro, donde la música es alimento del espíritu. Cuando rasgueo sus cuerdas, me parece estar como dentro de una cascada de agua, o un río que corre por entre peñascos, y me olvido de la vida. Es como soñar profundamente, pero despierto”.
William Ernesto Centellas Molina

Como solista de charango grabó cerca a 50 temas propios en Long Plays o LPs, participó en grabaciones de distintos autores. Se resalta que en su trayectoria como compositor dio vida a más de 200 temas. Realizó conciertos en todo Bolivia, en Argentina, Brasil, Chile, Ecuador, Perú, Alemania, Bélgica, España, Francia, Holanda, Inglaterra, Luxemburgo, Suiza y Japón.
En el año 2003 enfermó de un edema cerebral, presentando síntomas parecidos al Alzheimer. El 14 de junio de 2009 murió en La Paz.

## Discografía
- 1972 - Alto folclor en charango vol 1

- 1973 - Alto folclor en charango vol 2

- 1980 - William Ernesto Centellas vol 3

- 1986 - Sonata

- 1992 - Fiesta del charango

- 1992 - Concierto Andino

- 1994 - De colección

- 1995 - Un día si un día no

- 2001 - Schweizer Konzerte 2001 - William Ernesto Centellas y Paul López

- 2003 - Homenaje al maestro William Ernesto Centellas - Varios Artistas

## Reconocimientos
Ganó el premio a la mejor interpretación en charango en 1968. En 1969 ganó el premio Inti de Oro en el III Festival Universitario Nacional en Cochabamba.
Fue declarado huésped Ilustre de la Municipalidad del Cuzco en 1993. En 1995 la Municipalidad de Aiquile le brindó un reconocimiento en el Festival y Feria Nacional del Charango. Fue distinguido como compositor notable por la Fundación La Plata en Sucre, 2000. Recibió la distinción al mérito de la Casa Boliviana en Madrid el año 2001. Recibió una medalla de la Cámara de Diputados de Chile el año 2002 y el Escudo de Armas de la Honorable Alcaldía de Sucre en reconocimiento a sus más de 30 años de trabajo musical el 2002.